# Un cuento chino
Un cuento chino is een Argentijnse film uit 2011, geregisseerd door Sebastián Borensztein.

## Verhaal
De chagrijnige Roberto heeft een ijzerhandel in Buenos Aires en leidt een beschermd en geïsoleerd leven. Zijn leven verandert als hij op een dag ziet dat een Jun, een Chinese man, uit een taxi wordt gezet. Jun spreekt evenmin Spaans als Roberto Chinees spreekt. Roberto helpt Jun zijn oom te vinden in de bruisende stad, en moet hiervoor afwijken van zijn routinematige leven.

## Rolverdeling
| Acteur           | Personage     |
| ---------------- | ------------- |
| Ricardo Darín    | Roberto       |
| Muriel Santa Ana | Mari          |
| Ignacio Huang    | Jun           |
| Enric Cambray    | Roberto joven |
| Iván Romanelli   | Leonel        |

## Ontvangst

### Recensies
Op Rotten Tomatoes geeft 86% van de 14 recensenten de film een positieve recensie, met een gemiddelde score van 7,5/10.

### Prijzen en nominaties
De film won 11 prijzen en werd voor 19 andere genomineerd. Een selectie:
| Jaar | Evenement                      | Categorie                    | Genomineerde                           | Resultaat   |
| ---- | ------------------------------ | ---------------------------- | -------------------------------------- | ----------- |
| 2011 | Premio Sur (6de editie)        | Beste film                   | Un cuento chino                        | Gewonnen    |
| 2011 | Premio Sur (6de editie)        | Beste regisseur              | Sebastián Borensztein                  | Genomineerd |
| 2011 | Premio Sur (6de editie)        | Beste acteur                 | Ricardo Darín                          | Gewonnen    |
| 2011 | Premio Sur (6de editie)        | Beste mannelijke bijrol      | Ignacio Huang                          | Genomineerd |
| 2011 | Premio Sur (6de editie)        | Beste vrouwelijke bijrol     | Muriel Santa Ana                       | Gewonnen    |
| 2011 | Premio Sur (6de editie)        | Beste debuterend acteur      | Ignacio Huang                          | Genomineerd |
| 2011 | Premio Sur (6de editie)        | Beste debuterend actrice     | Muriel Santa Ana                       | Genomineerd |
| 2011 | Premio Sur (6de editie)        | Beste origineel scenario     | Sebastián Borensztein                  | Genomineerd |
| 2011 | Premio Sur (6de editie)        | Beste camerawerk             | Rodrigo Pulpeiro                       | Genomineerd |
| 2011 | Premio Sur (6de editie)        | Beste montage                | Pablo Barbieri Carrera, Fernando Pardo | Genomineerd |
| 2011 | Premio Sur (6de editie)        | Beste artdirector            | Valeria Ambrosio                       | Genomineerd |
| 2011 | Premio Sur (6de editie)        | Beste kostuums               | Cristina Mennela                       | Genomineerd |
| 2011 | Premio Sur (6de editie)        | Beste geluid                 | Eduardo Esquide, Carlos Schmukler      | Genomineerd |
| 2011 | Premio Sur (6de editie)        | Beste filmmuziek             | Lucio Godoy                            | Genomineerd |
| 2012 | Premio Goya (26ste editie)     | Beste Ibero-Amerikaanse film | Un cuento chino                        | Gewonnen    |
| 2012 | Cóndor de Plata (60ste editie) | Beste regisseur              | Sebastián Borensztein                  | Genomineerd |
| 2012 | Cóndor de Plata (60ste editie) | Beste acteur                 | Ricardo Darín                          | Genomineerd |
| 2012 | Cóndor de Plata (60ste editie) | Beste vrouwelijke bijrol     | Muriel Santa Ana                       | Genomineerd |
| 2012 | Cóndor de Plata (60ste editie) | Beste debuterend acteur      | Ignacio Huang                          | Genomineerd |
| 2012 | Cóndor de Plata (60ste editie) | Beste origineel scenario     | Sebastián Borensztein                  | Genomineerd |
| 2012 | Cóndor de Plata (60ste editie) | Beste geluid                 | Eduardo Esquide, Carlos Schmukler      | Genomineerd |